# Neolepidina
Neolepidina es un género de foraminífero bentónico considerado un sinónimo posterior de Nephrolepidina de la subfamilia Helicolepidininae, de la familia Lepidocyclinidae, de la superfamilia Asterigerinoidea, del suborden Rotaliina y del orden Rotaliida. Su especie tipo era Lepidocyclina (Isolepidina) pustulosa. Su rango cronoestratigráfico abarcaba desde el Priaboniense (Eoceno superior) hasta el Mioceno inferior.

## Clasificación
Neolepidina incluye a las siguientes especies:
- Neolepidina burdigalensis †
- Neolepidina macdonaldi †
- Neolepidina pustulosa †